# Pierre et le Loup (film, 2006)
 (juillet 2025).
Pour les articles homonymes, voir Pierre et le Loup (homonymie).
Pour plus de détails, voir Fiche technique et Distribution.
Pierre et le Loup (en anglais : Sergei Prokofiev's Peter & the Wolf) et (en polonais : Piotruś i wilk) est un court métrage d'animation réalisé par Suzie Templeton et sorti en 2006.
Peter & the Wolf est une adaptation en animation en volume de Pierre et le Loup de Prokofiev. Le film est original par le peu de dialogues ou de narration, l'histoire étant racontée par les images et le son, et interrompue par des moments de silence.

## Synopsis
L'histoire se passe en Russie, aujourd'hui. Pierre est un garçon pauvre, sale, il a froid et faim, il est vêtu comme un sans-abri, il est enfermé dans une cour glacée de trois mètres carrés ressemblant à une décharge par son grand-père méchant et sans doute alcoolique. Ils vivent tous les deux dans une sorte de bout de bidonville. Quand il va à la ville, il se fait agresser par deux chasseurs méchants. Ils l'emmènent dans une ruelle sombre et puante pour le taper, puis le jettent dans une poubelle où gisent de vieux détritus pourris. Pierre n'est pas seulement toujours triste, il est aussi visiblement très malheureux. Il est renfrogné, suspicieux et affiche même parfois un regard haineux. Ses deux amis sont des animaux estropiés : un oiseau qui ne sait pas voler et un canard à moitié handicapé. Pierre parvient à s'échapper en volant des clés. Il arrive alors devant un petit étang gelé, dont on constate rapidement qu'il s'agit de la sortie des égouts. Alors le loup apparaît et poursuit les animaux...

## Fiche technique
- Titre original : Peter & the Wolf
- Titre français : Pierre et le Loup
- Réalisation : Suzie Templeton
- Scénario : Marianela Maldonado et Suzie Templeton
- Sociétés de production : 
  - BreakThru Films Ltd.
  - Archangel
  - Channel 4 Television Corporation
  - Se-ma-for Studios
  - Storm Studio
  - TV UNAM
- Pays :  Royaume-Uni,  Pologne,  Norvège et  Mexique
- Durée : 29 minutes
- Genre : Animation
- Format : court métrage
- Budget : 2 millions de £
- Dates de sorties :
  -  Royaume-Uni : 23 septembre 2006 (première à Londres)

## Distinctions

### Récompenses
- 2008 : Oscar du meilleur court-métrage d'animation
- 2008 : TV Special au British Animation Award
- 2007 : Grand prix et l'Audience Award du Festival international du film d'animation d'Annecy
- 2007 : Rose d'or au Light Entertainment Festival
- 2007 : Prix spécial au festival international du film d'animation de Krok

### Nomination
- 2007 : BAFTA du meilleur film d'animation

## Autour du film
Cette version présente quelques différences avec l'histoire originale de Prokofiev :
- Pierre se heurte à un des chasseurs qui le jette dans une poubelle et le menace de son fusil pour lui faire peur ; le deuxième chasseur observe sans intervenir (les chasseurs sont donc immédiatement perçus de manière négative).
- L'oiseau semble avoir des difficultés à voler et Pierre lui accroche un ballon pour l'alléger.
- Après que Pierre a capturé le loup dans un filet, un chasseur l'a dans son viseur par coïncidence, mais juste avant de tirer le deuxième chasseur l'arrête, tombant sur lui et lui faisant rater le tir.
- Le loup est amené au village où le grand-père de Pierre essaie de le vendre au chasseur. Le chasseur s'approche de la cage et menace le loup de son fusil pour l'intimider (comme il l'a fait avec Pierre plus tôt). Pierre jette alors son filet sur le chasseur et l'emprisonne.
- Avant que le grand-père ne conclue la transaction, Pierre ouvre la cage après avoir échangé un regard avec le loup et ils partent en marchant côte-à-côte dans la foule, alors le loup se met à courir vers la lune d'argent.